# Agrotis centrifasciata
Agrotis centrifasciata là một loài bướm đêm trong họ Noctuidae.